# Saint Laurent (canção)
"Saint Laurent" é uma canção dos produtores DJ Sliink e Skrillex, e do rapper Wale, lançada em 3 de agosto de 2017, pela gravadora Owsla, de Skrillex. A arte da capa, mínima e escura, foi revelada no Reddit.